# ブルーノ・リリエフォッシュ
ブルーノ・リリエフォッシュ（Bruno Andreas Liljefors、1860年5月14日 - 1939年12月18日）は、スウェーデン人の画家で、19世紀後期から20世紀初期にかけて活動した、野生動物を得意とする画家である。 
彼はまた、いくつかの連続した絵物語を描き、彼を初期のスウェーデン語漫画家の1人にせしめた。

## 略歴
ウプサラで生まれた。1879年から1882年までストックホルムのスウェーデン王立美術院で学んだ後、外国に出て、1882年から1883年の間は、デュッセルドルフで動物画家のカール・フリードリヒ・ダイカーに学んだ。その後、イタリアやフランスを訪れた。フランスなどで活躍していたスウェーデンの画家、アンデシュ・ソーンやカール・ラーションから影響を受けた。1896年にベルリンの国際絵画展で金賞を受賞した。
「牧歌的」に動物画が描かれていた時代に、動物画の分野で自然に適応した動物の日常の姿を描いた。
弟のルーベン・リリエフォッシュ(Ruben Liljefors:1871–1936)は作曲家となった。

## ギャラリー

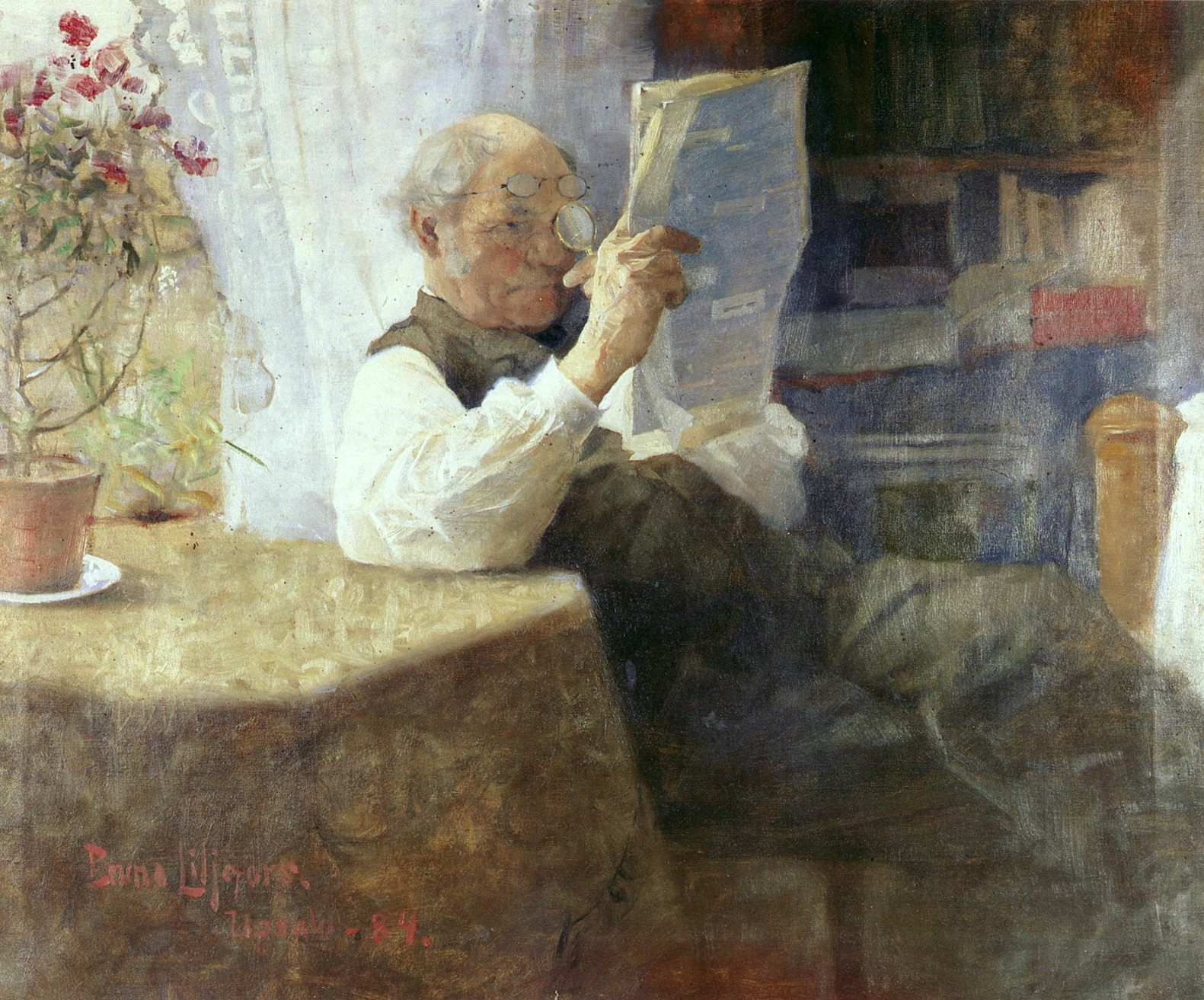
父の肖像画（1884年）
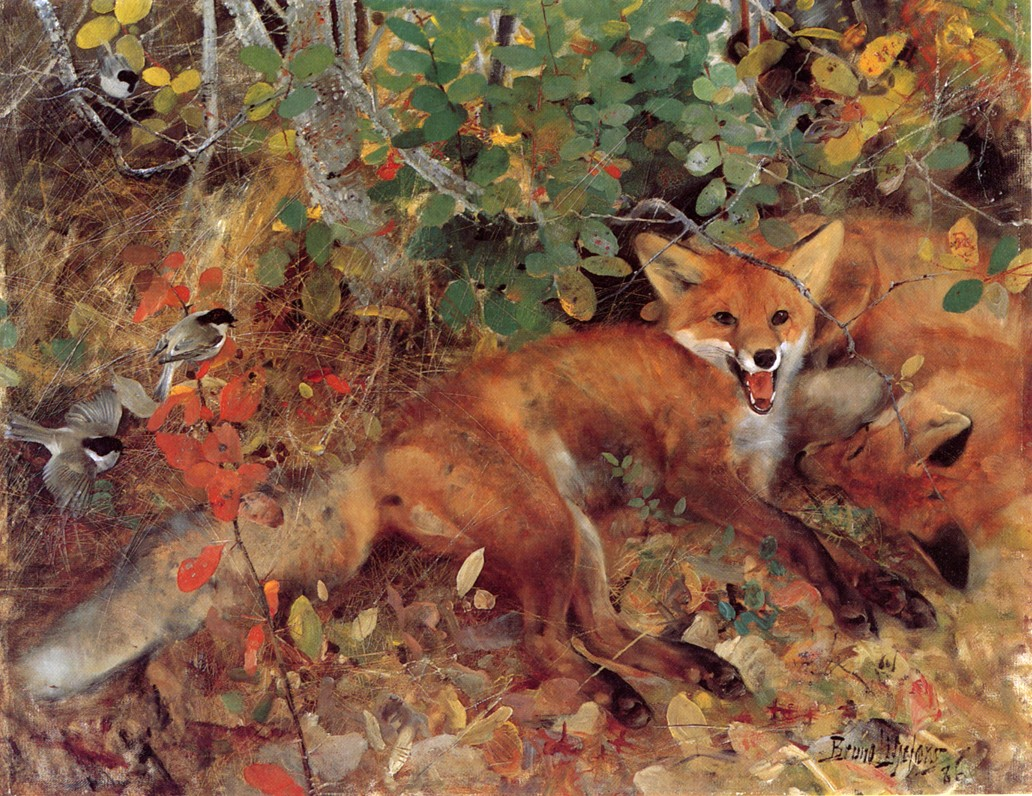
『Rävar』（1885年）
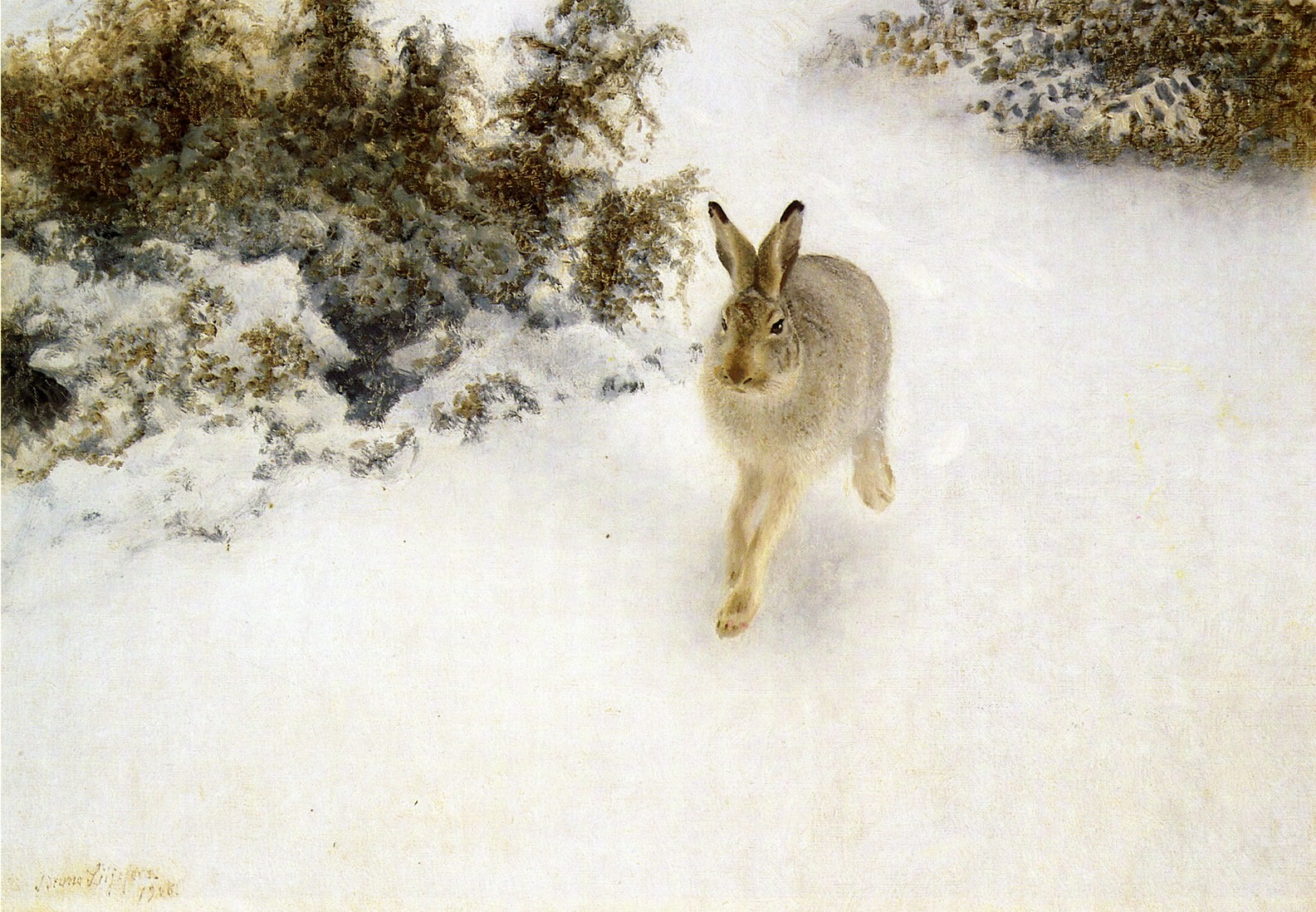
『Vinterhare』（1908年）
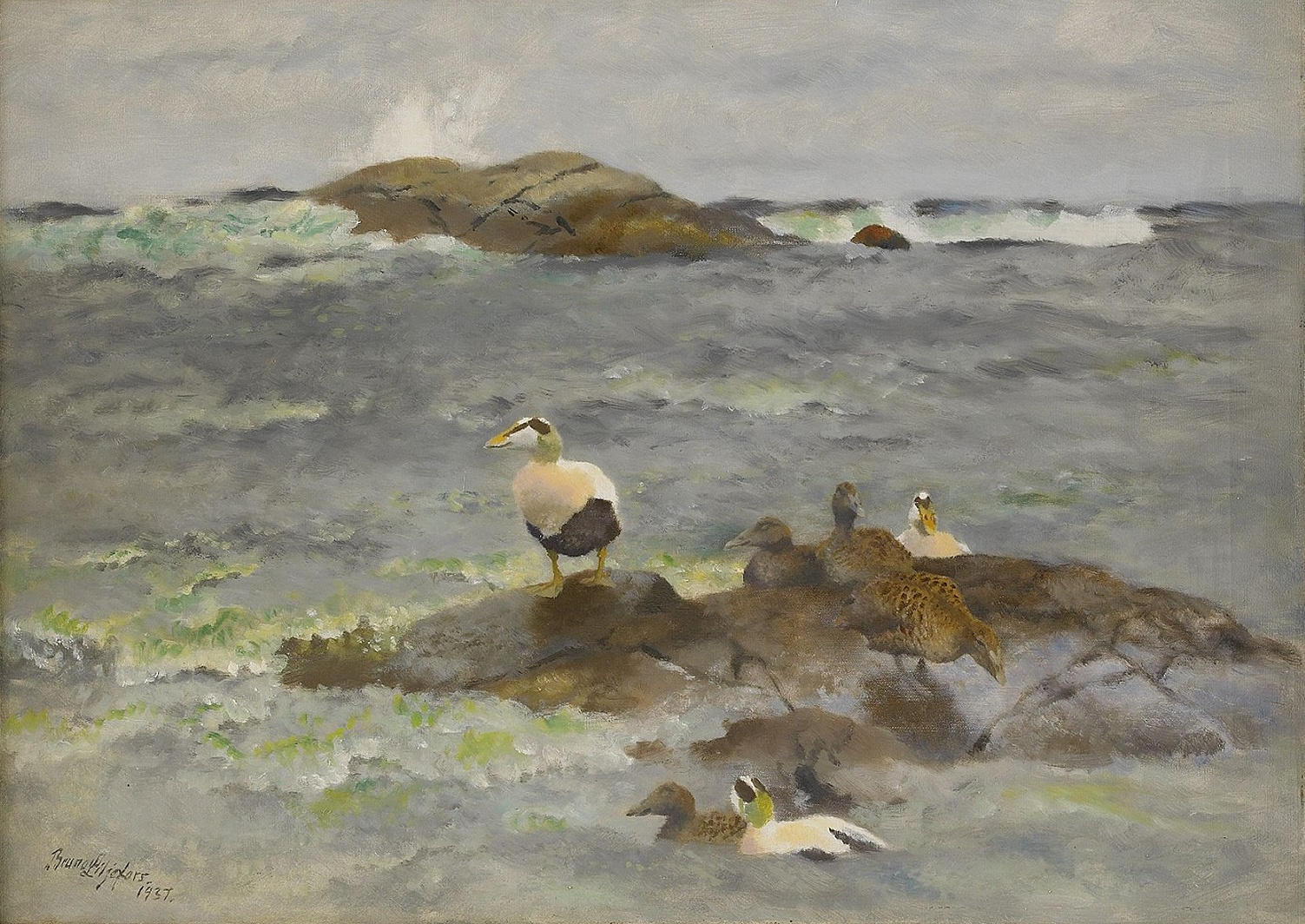
『Ejdrar på kobbe』（1937年）